# Raúl de Labougle Carranza
Raúl de Labougle Carranza (* 20. Januar 1896 in Buenos Aires; † 1986 in der Provinz Corrientes) war ein argentinischer Historiker und Botschafter.

## Leben
Seine Eltern waren Luisa Carranza Marmol und Adolfo Labougle Lagraña (1858–1926). Seine Geschwister waren  Ricardo, Alfredo (Vom 31. Juli 1942 bis 1. November 1943 Vizerektor der Universidad de Buenos Aires), Alejandro und Eduardo Labougle Carranza. Er heiratete Ana de Lezica. Ihre Tochter ist Josefina Labougle Lezica. Von 1913 bis 1926 studierte er an der Fakultät für Rechtswissenschaft und Sozialwissenschaft, Geschichte. Während seines Studiums recherchierte 1914, 1924, 1927 und 1939 in Archiven in Spanien, Frankreich und Italien.  Er war Professor für argentinische und amerikanische Geschichte sowie für Geschichte vergangener Zivilisationen an der Escuela Supuerior de Comercio. Von 1925 bis 1935 arbeitete er als Sekretär eines Gerichtes für Handelsrecht. Im April 1943 nahm er an einem Empfang auf dem spanischen Schiff Juan Sebastián El cano in Buenos Aires teil. 1944 erhielt er eine Professur für antike Geschichte am Colegio Nacional in Buenos Aires.
Von 1945 bis 1946 war er Geschäftsträger an der argentinischen Botschaft in Madrid. Von 1947 bis 1948 war er bevollmächtigter Botschafter Argentiniens in der Tschechoslowakei. Von 1948 bis 1950 war er Botschafter in Venezuela. 1950 war er Botschafter in Belgien und Luxemburg.

## Veröffentlichungen
- Litigios de antanjo, Imprenta Coní, 1941
- Historia de los comuneros, Imprenta Coní, 1953.
- Don José de María, 1962.
- De re diplomatica, G. Kraft, 1964.
- La cuestión Malvinas en las Naciones Unidas, Casa Pardo, 1965.
- Historia de San Juan de Vera de las Siete Corrientes, 1588–1814, Librería Platero, 1978.[3]
- San Martín en el ostracismo, 1979.
- Las reducciones del Chaco. in Boletin del Instituto de Investigaciónes Historicas, Dr. Emilio Ravignani núms. 18–19.

Seine Bibliothek ist in das Museo Histórico de Corrientes aufgenommen worden.